# Agapetes marginata
Agapetes marginata är en ljungväxtart som beskrevs av Stephen Troyte Dunn. Agapetes marginata ingår i släktet Agapetes och familjen ljungväxter. Inga underarter finns listade i Catalogue of Life.